# 上條嘉嗣
上條 嘉嗣（かみじょう よしつぐ、1989年（平成元年）12月12日 - ）は、大阪府大阪市出身のボートレーサー。
登録第4514号。身長167cm、体重53kg。血液型O型。102期。大阪支部所属。大阪市立此花総合高等学校卒業。
競艇一家で、父親は49期の上條信一、実弟は110期の上條暢嵩。同期に、前田将太、山田康二、上野真之介らがいる。

## 来歴
- 2008年3月20日、選手登録。
- 2008年6月21日から児島競艇場で開催された一般戦「第3回マンスリーKYOTEI杯」初日第1Rでデビュー[1]。
- 2009年2月19日から鳴門競艇場で開催された一般戦「第9回JLCカップ」5日目（最終日）第1Rで1号艇5コースから抜きで勝利[2]し、デビュー初勝利を飾る。
- 2010年12月24日から丸亀競艇場で開催された 一般戦「年末ファン感謝ゴールデンカップ」5日目（最終日）第12Rに出走[3]し、デビュー初優出。（5号艇2着）
- 2017年10月7日からボートレース常滑で開催された 一般戦「第11回日本モーターボート選手会会長賞争奪戦」4日目（最終日）第12Rで2号艇2コースから抜きで勝利[4]し、デビュー初優勝を飾る。
- 2018年9月19日からボートレース浜名湖で開催された G1「第5回ヤングダービー」初日第11Rに出走[5]し、G1初出場を果たす。5日目第3Rで1号艇1コースから逃げを決めて勝利[6]し、G1初勝利を飾る。
- 2020年3月16日からボートレース児島で開催された 一般戦「児島テレポイント倶楽部杯」6日目（最終日）第12Rで1号艇1コースから逃げを決めて勝利[7]し、2回目の優勝を飾る。
- 2023年9月14日からボートレース蒲郡で開催された 一般戦「名鉄バス杯争奪戦」5日目（最終日）第12Rで3号艇3コースからまくり差しを決めて勝利[8]し、3回目の優勝を飾る。

## 人物・エピソード
- ボートレーサーを目指したキッカケは父親の影響。
- 4回目の受験で合格。
- 師匠は野添貴裕。

## 戦績
- 出走回数：3091回
- 1着回数：484回
- 優出回数：31回
- 優勝回数：3回
- G1優勝回数：0回
- G1優出回数：0回
- G1出走回数：34回
- フライング(F)回数：19回
- 出遅れ(L)回数：0回
- 通算勝率：5.18
- 2連対率：33.29
- 3連対率：51.21
- 生涯獲得賞金：226,703,125円